# Лепрекон 4: У космосі
«Лепрекон 4: У космосі» (англ. Leprechaun 4: In Space) — американський комедійний фільм жахів 1997 року режисера Брайана Тренчарда-Сміта, продовження фільму «Лепрекон 3: Пригоди в Лас-Вегасі» з серії фільмів про Лепрекона. Фільм вийшов відразу на відео. Світова прем'єра фільму відбулася 25 лютого 1997 року. У 2000 році вийшло продовження фільму під назвою «Лепрекон 5: Сусід».

## Сюжет
Дія фільму відбувається в далекому майбутньому. Група озброєних найманців готується до проведення операції, спрямованої на знищення Лепрекона, який за багато років завдав провідним міжгалактичним корпораціям величезних фінансових збитків. У цей час Лепрекон намагається схилити доньку короля, що розорився, Зарину, щоб вона вийшла за нього заміж і тим самим відновити нестійке фінансове становище. Принцеса вже майже погоджується на пропозицію гнома, але в її світлицю вдирається та сама бригада найманців і знищує нещасливого Лепрекона. Однак гном зовсім не вмирає, а навпаки — готує свою місію проти своїх кривдників з надією повернути собі принцесу.

## У ролях
| Актор                     | Роль                     |
| ------------------------- | ------------------------ |
| Ворвік Девіс              | Гном Лепрекон            |
| Ребека Карлтон            | Заріна принцеса          |
| Тім Колсері               | глава найманців          |
| Брент Джасмер             | Букс Маллой сержант      |
| Джессіка Коллінз          | Тіна Рівз доктор         |
| Мігель А. Нуньєс-молодший | Стікс Стікс              |
| Деббі Даннінга            | Далорес Костелло рядовий |
| Гаррі Гроссман            | Гарольд Гарольд          |
| Рік Пітерс                | Мух Мух                  |
| Джефф Мід                 | Ковальські Ковальскі     |
| Майк Канніззо             | Денні Денні              |
| Ледд Йорк                 | Лакі Лакі                |
| Гай Сінер                 | Міттенрхенд доктор       |
| Джеймс Квін               | голос комп'ютера         |

## Художні особливості
Сюжетні та образотворчі образи мають велику схожість з класичним фантастичним фільмом «Чужий» режисера Рідлі Скотта, зокрема такі сцени як відродження Лепрекона з тіла живої людини і викидання Лепрекона наприкінці фільму у відкритий космос. Попри все це, у фільмі жодного разу не звучить слово Лепрекон, замість нього вимовляється слово чужий. Простежується також схожість з кіноепопеєю «Зоряні війни» — сцена, в якій Лепрекон діє світловим мечем джедаїв. Також у сюжеті фільму є король і принцеса та напівбожевільний травмований лікар-напівкіборг.

## Цікаві факти
- Існує деяка подібність у розвитку таких відомих серіалів як «Повсталий з пекла», «Зубастики» та «Лепрекон». Саме в четвертій частині кожного з серіалів дія розгортається в космосі. Крім того, дія фільму «Джейсон X» з серії фільмів про Джейсона Вурхізе також розгортається в космосі, проте ця частина є десятою за рахунком у кіносеріалі.
- Зйомки фільму цілком проходили в одній з кіностудій Лос-Анджелеса.

## Відгуки
Фільм викликав несхвалення і у критиків, і глядачів. Рейтинг фільму на сайті IMDB Page становить 3.0, а на Rotten Tomatoes він тримається на позначці 0 %.